# Erik Seletto
Erik Seletto (né le 21 septembre 1975 à Aoste) est un ancien skieur alpin italien, qui a pris sa retraite sportive en 2004.

## Palmarès

### Coupe du Monde
- Meilleur classement final : 56e en 1999.
- Meilleur résultat : 3e.